# Andrzej Pydyn
Andrzej Maciej Pydyn – polski archeolog; pracownik naukowy (doktor habilitowany) Zakładu Archeologii Podwodnej w Instytucie Archeologii Uniwersytetu Mikołaja Kopernika. Specjalizuje się w archeologii podwodnej, ze szczególnym uwzględnieniem handlu i wymiany oraz wczesnej aktywności morskiej w prahistorii. Uczestniczył w podwodnych badaniach archeologicznych w Szwecji, Francji, Holandii, Turcji, Chorwacji (antyczny port w Zatonie koło Zadaru) oraz Polsce (m.in. jeziora Łodygowo oraz Gil Wielki na Pojezierzu Iławskim).

## Wybrane publikacje
- Średniowieczne przeprawy mostowe na wyspę Kurhany na jeziorze Łodygowo [w:] Od Torunia do Charkowa (pod red. Małgorzaty Grupy i Andrzeja Pydyna), Wydawnictwo Naukowe Uniwersytetu Mikołaja Kopernika, Toruń 2016[2]
- Argonauts of the Stone Age: early maritime activity from the first migrations from Africa to the end of the Neolithic, Archeopress, Oxford 2015[2]
- Freshwater archaeology in Poland, Beyond boundaries – IKUWA 3: proceedings of the 3rd International Congress on Underwater Archaeology, 9th to the 12th July 2008, London / ed. by Jon Henderson, Habelt, Bonn 2012[2]
- Argonauci epoki kamienia: wczesna aktywność morska od pierwszych migracji z Afryki do końca neolitu,  Wydawnictwo Naukowe Uniwersytetu Mikołaja Kopernika, Toruń 2011[2]
- Archeologia Jeziora Powidzkiego (redakcja naukowa), Wydawnictwo Naukowe Uniwersytetu Mikołaja Kopernika, Toruń 2010[6]
- The lake-dwellings and lakeside settlements of Poland [w:] Archaeology from the Wetlands: recent perspectives, proceedings of the 11th WARP Conference, Edinburgh 2005/ John Barber [et al.], Society of Antiquaries of Scotland, Edinburgh 2007[2]